# Высоцкая, Екатерина Юрьевна
Екатерина Юрьевна (девичья фамилия — Вуколова) Высоцкая (род. 10 августа 1987, Ульяновск, СССР) — российская легкоатлетка, специализирующаяся в беге на короткие дистанции (спринт), 4-кратная чемпионка России. Мастер спорта России международного класса. После завершения карьеры — тренер по легкой атлетике

## Карьера
Легкой атлетикой Екатерина начала заниматься в Ульяновске у Ерастова Игоря Владиславовича. В 16 лет она перешла под руководство Заслуженного тренера СССР Ларина Александра Сергеевича. Норматив мастера спорта России выполнила в 2004 году.
В 2009 году Высоцкая заняла 5 место в беге на 400 метров и завоевала серебро в эстафете 4х400 метров на Всемирной Универсиаде в Белграде.
Осенью 2009 года Екатерина переехала в Москву, где начала работать с тренером Федоривой Людмилой Владимировной. Уже через полгода Высоцкая на чемпионате России в помещении 2010 в составе команды Москвы стала чемпионкой страны в эстафете 4х200 метров. Летом 2010 Екатерина выполнила норматив Мастера спорта России международного класса, установив личный рекорд в беге на 200 метров — 22,58 сек.
В 2013 году Высоцкая перешла тренироваться к Матвею Марковичу Телятникову и в 2014 году она стала чемпионкой России в помещении в беге на 200 метров, а летом — серебряным призером, вошла в состав сборной России на Чемпионат Европы по легкой атлетике в Цюрихе, где дошла до полуфинала в беге на 200 метров.
В 2015 году Екатерина вновь стала работать с Лариным Александром Сергеевичем.
В 2016 году, выполнив олимпийский норматив и став бронзовым призером чемпионата страны, Высоцкая формально имела все основания быть в команде на Олимпийские игры 2016 года в Рио-де-Жанейро, но из-за допингового скандала легкоатлетическая команда участия в играх не принимала.

### Итоги выступлений на чемпионатах России.
| Год  | Соревнования                          | Вид                   | Место | Результат |
| ---- | ------------------------------------- | --------------------- | ----- | --------- |
| 2010 | Чемпионат России в помещении (Москва) | Эстафета 4х200 метров | 1     | 1.34,48   |
| 2010 | Чемпионат России (Саранск)            | 200 метров            | 2     | 22,79     |
| 2010 | Чемпионат России (Саранск)            | Эстафета 4х400 метров | 2     | 3.29,16   |
| 2012 | Чемпионат России в помещении (Москва) | 200 метров            | 2     | 23,64     |
| 2013 | Чемпионат России в помещении (Москва) | 200 метров            | 3     | 23,83     |
| 2013 | Чемпионат России в помещении (Москва) | Эстафета 4х200 метров | 2     | 1.34,55   |
| 2014 | Чемпионат России в помещении (Москва) | 200 метров            | 1     | 23,60     |
| 2014 | Чемпионат России (Казань)             | 200 метров            | 2     | 23,29     |
| 2014 | Чемпионат России (Казань)             | Эстафета 4х400 метров | 1     | 3.29,57   |
| 2016 | Чемпионат России (Чебоксары)          | 200 метров            | 3     | 23,94     |
| 2016 | Чемпионат России (Чебоксары)          | Эстафета 4х100 метров | 1     | 44,34     |

## Образование
Высоцкая окончила Ульяновский Государственный Университет в 2009 году, специальность «Специалист по физической культуре и спорту».

## Семья
В 2016 году Екатерина вышла замуж за российского легкоатлета Никиту Высоцкого. В 2017 году у них родилась дочь — Арина, в 2021 году - сын Арсений.

## Временное отстранение из-за положительной допинг пробы
Высоцкая подозревалась в нарушении антидопинговых правил на основании того, что в ее внесоревновательной пробе от 19 декабря 2016 года были обнаружены следы остарина.
Высоцкая узнала о результате 3 февраля 2017 года и начала собственное расследования причин попадания запрещенной субстанции в ее организм. 12 апреля 2017 года она собрала пресс-конференцию, на которой объявила о своем статусе временно отстраненной и собранных доказательствах отравления спортивным питанием. РУСАДА на основании полученной информации начало собственную проверку, результаты которой подтвердили утверждения Высоцкой. Уведомление об этом спортсменка получила в сентябре.
После рассмотрения всех аспектов дела, 24 ноября 2017 года комитет вынес в отношении Высоцкой решение о назначении санкции в виде предупреждения без назначения срока дисквалификации.
Спортсменку на слушаниях представлял спортивный журналист, старший редактор сайта «Матч ТВ» Сергей Лисин.

## Тренерская работа
Екатерина Высоцкая завершила карьеру и в 2019 году начала тренерскую деятельность в МБУ «СШОР № 2 по легкой атлетике имени Л. Н. Мосеева» и в МБУ «Спортивная школа по адаптивным видам спорта» города Челябинска. Воспитанница Екатерины, Анастасия Актуганова, в феврале 2020 года стала победительницей кубка России в помещении (спорт глухих).